# 沙蒂永苏莱科特
沙蒂永苏莱科特（法語：Châtillon-sous-les-Côtes，法語發音：[ʃatijɔ̃ su le kot]）是法国默兹省的一个市镇，位于该省中部偏东北，属于凡尔登区。

## 地理
沙蒂永苏莱科特（49°8'42"N, 5°31'26"E）面积10.68 平方千米，位于法国大東部大區默兹省，该省份为法国西北部内陆省份，北与比利时接壤，西接马恩省和阿登省，南至上马恩省和孚日省，东临默尔特-摩泽尔省。
与沙蒂永苏莱科特接壤的市镇（或旧市镇、城区）包括：瓦特龙维尔、凡尔登地区贝尔吕、布朗泽、瓦夫尔地区格里莫库尔、欧迪奥蒙、穆兰维尔、索姆迪约。

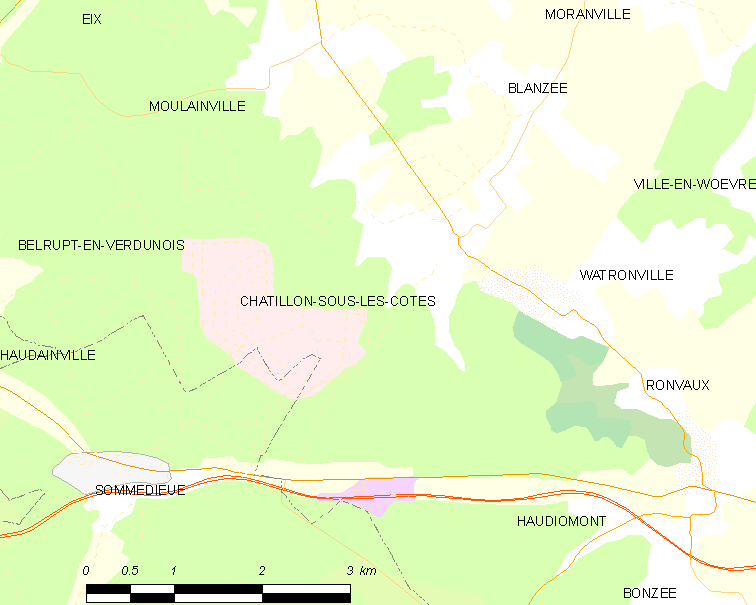
沙蒂永苏莱科特的OSM定位图

沙蒂永苏莱科特的时区为UTC+01:00、UTC+02:00（夏令时）。

## 行政
沙蒂永苏莱科特的邮政编码为55400，INSEE市镇编码为55105。

## 政治
沙蒂永苏莱科特所属的省级选区为默兹河畔贝尔维尔县。

## 人口

1962-2008年间沙蒂永苏莱科特人口变化图示

沙蒂永苏莱科特于2022年1月1日时的人口数量为174人。